# Římskokatolická farnost Modřice
Římskokatolická farnost Modřice je územní společenství římských katolíků s farním kostelem svatého Gotharda ve městě Modřice.

## Historie farnosti
Původní kostel poblíž modřického hradu byl postaven na přelomu 12. a 13. století, jeho pozůstatky s částmi románského zdiva lodi byly objeveny při opravách omítky současného chrámu v 70. letech 20. století. V roce 1222 je poprvé uváděn modřický farář Vilém. Roku 1724 vyhořel, poté byl opraven. U kostela bylo v roce 1757 zřízeno děkanství s osmi farními obvody.

## Duchovní správci
Od září 2018 byl farářem R. D. Mgr. Jiří Plhoň. Toho k 1. červenci 2020 vystřídal jako administrátor R. D. Mgr. Zdeněk Drštka. Od 1. srpna 2023 bude ve farnosti jako administrátor působit P. ThLic. Tomáš Holý.

## Bohoslužby
| Kostel                  | Místo      | Bohoslužba (den)          | Hodina     | Poznámka        |
| ----------------------- | ---------- | ------------------------- | ---------- | --------------- |
| kostel svatého Gotharda | Modřice    | neděle úterý středa pátek | 9.30 18.00 | Farní kostel    |
| kostel svaté Markéty    | Přízřenice | sobota                    | 18.00      | Filiální kostel |

## Aktivity ve farnosti
Pravidelně se konají ministrantské schůzky a setkání matek s dětmi na faře. Od začátku 21. století probíhají v kostele stavební práce, které vedly ke stabilizaci podloží a základů, zpevnění stěn, sanaci kleneb a restauraci maleb nad presbytářem. Od roku 2010 pokračuje restaurace fresek v chrámové lodi. Farnost se účastní akce Tříkrálová sbírka. V roce 2015 se při ní vybralo v Modřicích 86 217 korun.
Každý rok pořádá farnost ples, dětský den, dětský karneval a slavnost svatého Gotharda.
Den vzájemných modliteb farností za bohoslovce a bohoslovců za farnosti brněnské diecéze i Adorační den připadá na 18. listopad.